# Xerochlora masonaria
Xerochlora masonaria là một loài bướm đêm trong họ Geometridae.